# Мухоловка широкоброва
Мухоло́вка широкоброва (Ficedula westermanni) — вид горобцеподібних птахів родини мухоловкових (Muscicapidae). Мешкає в Південній і Південно-Східній Азії.

## Опис

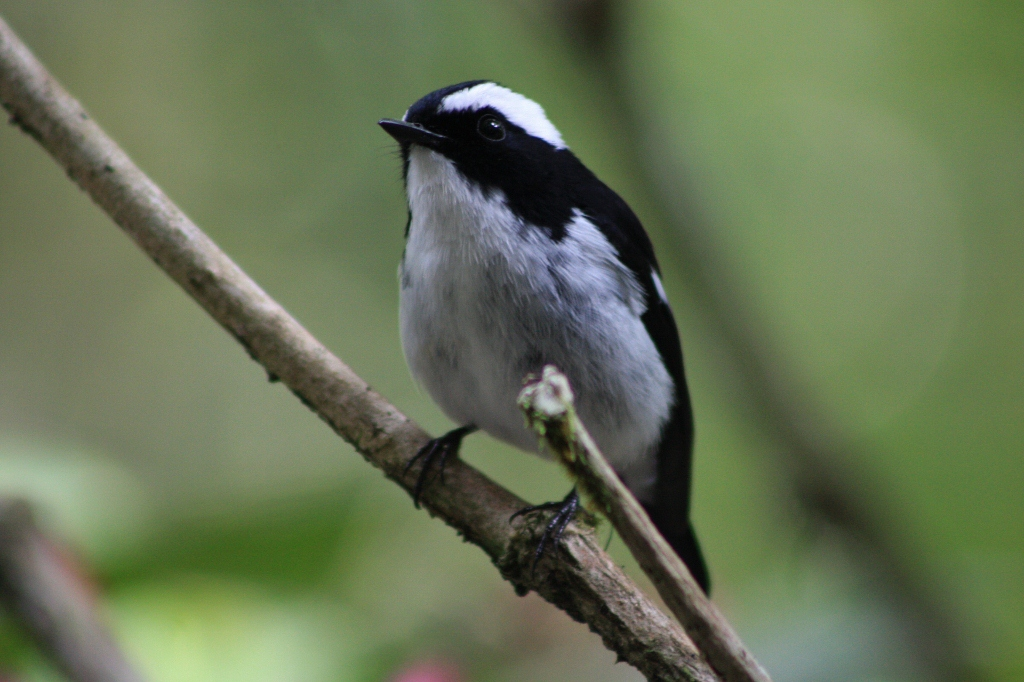
Самець широкобрової мухоловки

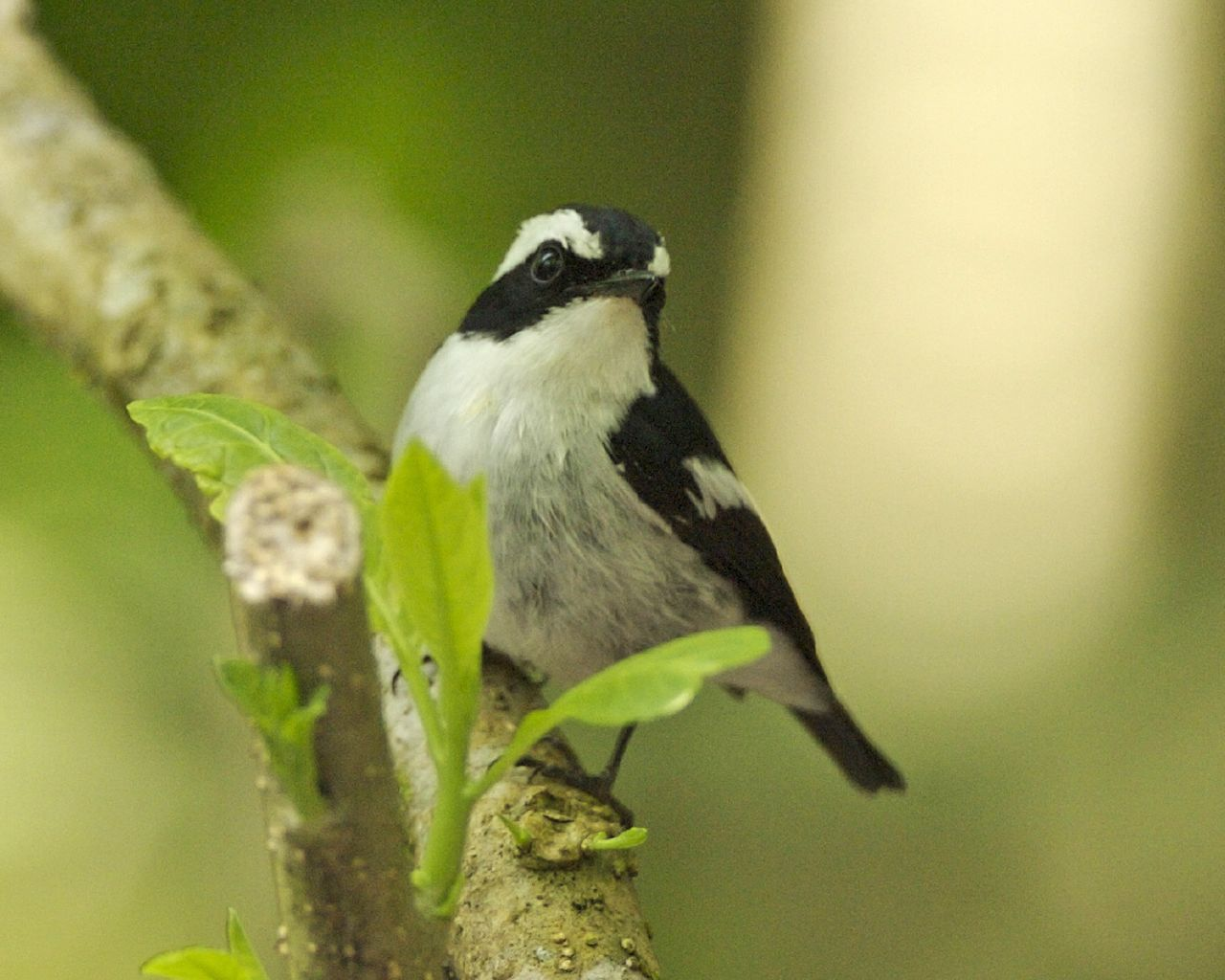
Самець широкобрової мухоловки

Довжина птаха становить 10-11 см, вага 7-8 г. У самців верхня частина тіла чорна, нижня частина тіла біла, над очима широкі білі "брови", на крилах і хвості білі плями. У самиць верхня частина тіла коричнево-сіра, на крилах світлі смуги, на грудях сірувато-коричневі плями, надхвістя і верхні покривні пера хвоста іржасто-руді.

## Підвиди
Виділяють вісім підвидів:
- F. w. collini (Rothschild, 1925) — Гімалаї в Індії, Непалі, Сіккімі;
- F. w. australorientis (Ripley, 1952) — Бутан, Північно-Східна Індія, південь "ентрального Китаю, М'янма, північ Таїланду і Індокитаю;
- F. w. langbianis (Kloss, 1927) — південно-східний Лаос і центральний В'єтнам (плато Далат[en]);
- F. w. westermanni (Sharpe, 1888) — Малайський півострів, північна Суматра, Калімантан, Мінданао і сусідні острови, Сулавесі, острови Таліабу, Бачан і Серам;
- F. w. rabori (Ripley, 1952) — Лусон, Міндоро і Західні Вісаї;
- F. w. palawanensis (Ripley & Rabor, 1962) — гори Палавану;
- F. w. hasselti (Finsch, 1898) — південна Суматра, Ява, Балі, південний захід Сулавесі, Ломбок, Сумбава, Флорес і Алор;
- F. w. mayri (Ripley, 1952) — острови Роте[en], Тимор і Ветар.

## Поширення і екологія
Широкоброві мухоловки мешкають в Непалі, Бутані, Індії Китаї, М'янмі, Таїланді, Лаосі, В'єтнамі, Камбоджі, Малайзії, Індонезії, на Філіппінах і Східному Тиморі. Вони живуть в гірських тропічних лісах, в Гімалаях на висоті від 1200 до 2000 м над рівнем моря. Взимку гімалайські мігрують на південь, до східної Індії, М'янми і Бангладеш. Широкоброві мухоловки живляться дрібними комахами, їх личинками та іншими безхребетними. Сезон розмноження триває з середини березня по серпень.